# Peter e Bobby Farrelly
Peter John Farrelly (Phoenixville, 17 dicembre 1956) e Robert Leo Farrelly Jr., detto Bobby (Cumberland, 17 giugno 1958), sono due fratelli registi, sceneggiatori e produttori cinematografici statunitensi, generalmente noti come i fratelli Farrelly (Farrelly Brothers).

## Biografia
Originari di Rhode Island, si sono entrambi diplomati al Providence College a Providence. I fratelli Farrelly iniziano la loro carriera negli anni ottanta come autori della pluripremiata serie televisiva Seinfeld, per poi debuttare come cineasti nel 1994, scrivendo, dirigendo e producendo la commedia Scemo & più scemo, con Jim Carrey e Jeff Daniels. La commedia riscuote un enorme successo commerciale, guadagnando oltre 300 milioni di dollari in tutto il mondo, spalancadogli le porte di Hollywood. Con i soldi guadagnati dal loro primo film, fondano una loro società di produzione chiamata Conundrum Entertainment, con la quale sviluppano e producono una serie di progetti, tra cui Kingpin e Dimmi che non è vero.
Nel 1998 dirigono Ben Stiller e Cameron Diaz in Tutti pazzi per Mary, dimostrandosi un altro successo commerciale e consacrando la Diaz come stella di Hollywood. Negli anni seguenti confezionano altre commedie più o meno di successo, come Io, me & Irene, Amore a prima svista e Fratelli per la pelle, tutte caratterizzate dal slapstick e da un forte umorismo fondato su flatulenze e allusioni sessuali, oltre al modo politicamente scorretto di trattare tematiche come disabilità e minoranze. Altro elemento presente nei loro lavori è lo sport, trattato nei film Tutti pazzi per Mary, L'amore in gioco e Fratelli per la pelle, con la presenza, tramite cameo, di noti sportivi. Peter Farrelly è anche scrittore e ha pubblicato alcuni romanzi, tra cui The Comedy Writer e Outside Providence, da quest'ultimo è stato tratto un film di cui i due fratelli hanno curato la sceneggiatura.

## Filmografia

### Registi
- Kingpin (1996)
- Tutti pazzi per Mary (There's Something About Mary) (1998)
- Io, me & Irene (Me, Myself & Irene) (2000)
- Osmosis Jones (2001)
- Amore a prima svista (Shallow Hal) (2001)
- Fratelli per la pelle (Stuck on You) (2003)
- L'amore in gioco (Fever Pitch) (2005)
- Lo spaccacuori (The Heartbreak Kid) (2007)
- Libera uscita (Hall Pass) (2011)
- I tre marmittoni (The Three Stooges) (2012)
- Scemo & + scemo 2 (Dumb and Dumber To) (2014)

Solo Peter Farrelly
- Scemo & più scemo (Dumb and Dumber) (1994)
- Comic Movie (Movie 43) (2013) - (episodi La sceneggiatura, Appuntamento al buio e Obbligo o verità)
- Green Book (2018)
- Una birra al fronte (The Greatest Beer Run Ever) (2022)
- Ricky Stanicky - L'amico immaginario (Ricky Stanicky) (2024)

Solo Bobby Farrelly
- Campioni (Champions) (2023)
- Dear Santa (2024)

### Sceneggiatori
- Scemo & più scemo (Dumb and Dumber) (1994)
- Tutti pazzi per Mary (There's Something About Mary) (1998)
- L'occasione per cambiare (Outside Providence) (1999)
- Io, me & Irene (Me, Myself & Irene) (2000)
- Amore a prima svista (Shallow Hal) (2001))
- Scemo & più scemo - Iniziò così... (Dumb and Dumberer: When Harry Met Lloyd) (2003)
- Fratelli per la pelle (Stuck on You) (2003)
- Lo spaccacuori (The Heartbreak Kid) (2007)
- Libera uscita (Hall Pass) (2011)
- I tre marmittoni (The Three Stooges) (2012)
- Scemo & + scemo 2 (Dumb and Dumber To) (2014)

Solo Peter Farrelly
- Green Book (2018)
- Una birra al fronte (The Greatest Beer Run Ever) (2022)
- Dear Santa (2024)

### Produttori
- Scemo & più scemo (Dumb and Dumber) (1994)
- Tutti pazzi per Mary (There's Something About Mary) (1998)
- L'occasione per cambiare (Outside Providence) (1999)
- Io, me & Irene (Me, Myself & Irene) (2000)
- Dimmi che non è vero (Say It Isn't So) (2001)
- Osmosis Jones (2001)
- Amore a prima svista (Shallow Hal) (2001)
- Fratelli per la pelle (Stuck on You) (2003)
- The Ringer - L'imbucato (The Ringer) (2005)
- Libera uscita (Hall Pass) (2011)
- I tre marmittoni (The Three Stooges) (2012)
- Scemo & + scemo 2 (Dumb and Dumber To) (2014)
- Hot Summer Nights, regia di Elijah Bynum (2017)

Solo Peter Farrelly
- Green Book (2018)
- Una birra al fronte (The Greatest Beer Run Ever) (2022)